# Alrakis
Alrakis nebo Arrakis (arab. الراقص – „tanečník“) je jméno hvězdy μ Draconis v souhvězdí Draka. Jedná se o dvojhvězdu tvořenou dvěma hvězdami spektrální třídy F6V. Hvězda je od Země vzdálená přibližně 89,5 světelných let a má zdánlivou hvězdnou velikost 4,92m, což ji činí viditelnou pouhým okem.

## Charakteristika
Hvězdný systém Alrakis tvoří dvě hlavní složky, které obíhají kolem společného těžiště za 672 let. Obě hvězdy, označované jako Alrakis A a Alrakis B, jsou téměř identické a mají spektrální klasifikaci F6V, což znamená, že jsou to žlutí trpaslíci hlavní posloupnosti. Zdánlivé magnitudy složek jsou 5,66 a 5,69m. Obě hvězdy jsou od sebe vzdálené 2 úhlové sekundy, což je možné pozorovat pomocí dalekohledu s průměrem alespoň 6 cm.
Systém má poměrně nízkou radiální rychlost −17,3 km/s, což naznačuje, že se hvězda vzdaluje od Sluneční soustavy.

### Fyzikální vlastnosti
Obě složky jsou hvězdy hlavní posloupnosti, jejichž povrchové teploty dosahují přibližně 6 000 K. Jejich spektrální typ F naznačuje, že jsou mírně teplejší a zářivější než Slunce. Jejich stáří se odhaduje na přibližně 2 miliardy let.

## Poloha
Alrakis se nachází poblíž „hlavy“ souhvězdí Draka, severně od Vegy v souhvězdí Lyry. Společně s dalšími hvězdami jako Rastaban, Eltanin a Kuma tvoří asterismus známý jako „Matky velbloudů“.

## Nomenklatura
Jméno „Alrakis“ pochází z arabského výrazu „al-Rāqiṣ“ (الراقص), což znamená „tanečník“. Původně bylo jméno používáno arabskými hvězdáři pro tento hvězdný systém. Mezinárodní astronomická unie (IAU) v roce 2017 oficiálně schválila jméno Alrakis pro hlavní složku systému, tedy Alrakis A.

## Kulturní význam
Jméno Alrakis, přepisované také jako „Arrakis“, získalo významnou roli v populární kultuře díky románové sérii Duna od Franka Herberta. Herbert použil jméno Arrakis pro hlavní planetu jeho příběhu, přičemž se inspiroval arabským původem tohoto jména.